# Aranyos elefántcickány
Az aranyos elefántcickány (Rhynchocyon chrysopygus) az elefántcickány-félék családjába tartozó, veszélyeztetett emlősfaj.

## Megjelenése

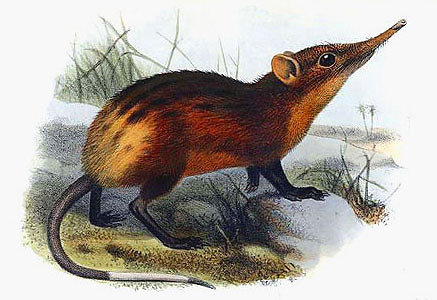

Az aranyos elefántcickányok testhossza 23–26 cm, farkuk 21–23 cm-es, súlyuk pedig átlagosan 0,54 kg; ezzel az elefántcickányok közül ők a legnagyobbak. Rokonaihoz hasonlóan erősen megnyúlt, hegyes, mozgékony orral rendelkezik. Megkülönböztető jellege, hogy farán jókora aranysárga folt található, homloka pedig aranyosbarna. Bundája egyébként sötét vörösbarna, szőrzete fényes és merev szálú. A faron lévő folt alatt egy megvastagodott bőrterület található, egyfajta bőrpajzs, ami a hímek esetében vastagabb és feltételezik, hogy a többi hím harapásaitól védi az állatot. Mancsai és csupasz fülei feketék. Ritkás szőrű farkának többsége is fekete, de utolsó harmada fehér. A hímek szemfogai hosszabbak (6,6 mm szemben a nőstények 4,6 mm-es fogával).

## Előfordulása
Csak Kenya tengerpartjánál honos, egy erősen limitált területen. Legnagyobb populációja a 372 km²-es Arabuko-Sokoke erdő, ahol kb. 10-20 ezer példánya élhet. Néhány másik közeli, parti erdőben is megtalálták, de ezek a helyszínek jóval kisebbek (esetenként 1 km²-nél kisebbek) és kétséges, hogy fennmaradnak-e.
Az aranyos elefántcickány erdőkben, bozótosokban fordul elő. 

## Életmódja
Az elefántcickányok monogámak, párban élnek, amely csak az egyik fél pusztulásával bomlik fel. A páros kb 1,7 hektáros területen belül mozog és territóriumukat megvédik fajtársaikkal szemben. A hím behatolóval a páros hím tagja, a nőstényekkel a nőstény száll szembe. Veszély esetén farkával ütemesen csapkodja a talajt és ha a ragadozó közelebb jön, ugrálva elszalad; mindkét esetben a ritmusos csapkodó hang figyelmezteti fajtársait a veszélyre. Nappal aktívak, éjjel a talajba vájt és levelekkel kibélelt vackukban alszanak. Az elefántcickányok 1-3 naponta készítenek új vackot; a munka mintegy két óráig tart.
Rovarevő. Hosszú, érzékeny orrával az avarban turkálva keresi táplálékát, a gilisztákat, százlábúakat, pókokat és rovarokat.
Természetes ellenségei közé főleg a rétihéják és a kígyók (fekete mamba, kobrák, stb.) tartoznak.
Párzásukra az év bármelyik szakaszában sor kerülhet. A nőstény 42 napos vemhesség után hozza világra egyetlen kölykét. Az újszülött elefántcickányok két hétig a vacokban maradnak, anyjuk eddig szoptatja őket. Ezután még kb. öt napig követik anyjukat táplálékszerző útjaikon, majd teljesen önellátóakká válnak. A fiatal állat még 5-20 hétig szülei territóriumán belül marad, amíg meg nem szeri saját területét. Élettartamuk a vadonban 4-5 év.

## Környezetvédelmi helyzete
Az aranyos elefántcickány a Természetvédelmi Világszövetség Vörös listáján veszélyeztetett státusszal szerepel. Elterjedési területe nem haladja meg az 5000 km²-t és populációi elszigeteltek. Kisebb állományait elsősorban az erdőirtás, kisebb mértékben a vadászat fenyegeti.